# Deutsches Wissenschaftsnetz
Das Deutsche Wissenschaftsnetz (WiN) wurde seit Mai 1990 vom DFN-Verein aufgebaut und von der Deutschen Telekom (Deutsche Telekom Systemlösungen GmbH, Frankfurt, kurz DeTeSystem) betrieben. Es verband Hochschulen, Fachhochschulen, Großforschungseinrichtungen, Bibliotheken sowie weitere öffentliche Einrichtungen. Auch ausgewählte Unternehmen aus dem IT-Bereich konnten sich (zu höheren Preisen) am Netz beteiligen. Es existierte bis 1998.
Technisch war das WiN ein X.25-Netz, das als Teilmenge des DATEX-P-Netzes der Deutschen Telekom realisiert wurde. Es standen Anschlüsse mit einer Bandbreite bis zu 2 MBit/s zur Verfügung. 

## Nachfolger im Überblick
- Breitband-Wissenschaftsnetz (B-WiN), ab 1995 wurde WiN schrittweise abgelöst.
- Gigabit-Wissenschaftsnetz (G-WiN), ab etwa 2000 wurde B-Win schrittweise abgelost.
- X-WiN, der Wechsel von G-WiN zum X-WiN wurde Anfang 2006 vollzogen.